# Natação nos Jogos Europeus de 2015 - Revezamento 4x100 m livre feminino
A competição do revezamento 4x100 metros livre feminino foi um dos eventos da natação nos Jogos Europeus de 2015, em Baku, no Azerbaijão. Foi disputada no Centro Aquático de Baku no dia 23 de junho.

## Calendário
Horário de verão do Azerbaijão (UTC+5).
| Data        | Horário | Fase         |
| ----------- | ------- | ------------ |
| 23 de junho | 12:02   | Eliminatória |
| 23 de junho | 19:49   | Final        |

## Medalhistas
|  | RUS Rússia |  | NED Países Baixos                                                                           |  | GBR Grã-Bretanha                                                                  |
|  | Arina Openysheva Vasilissa Buinaia Olesia Cherniatina Maria Kameneva Polina Egorova* Anastasiya Kirpichnikova* |  | Pien Schravesande Frederique Janssen Laura van Engelen Marrit Steenbergen Josien Wijkhuijs* |  | Darcy Deakin Madeleine Crompton Hannah Featherstone Georgia Coates Holly Hibbott* |

*Atletas que competiram apenas nas eliminatórias e receberam medalhas

## Recordes
Antes desta competição, os recordes mundiais e dos jogos europeus dessa prova eram os seguintes:
| Tipo                       | Atleta           | Tempo   | Local   | Data                |
| -------------------------- | ---------------- | ------- | ------- | ------------------- |
|                            | Estados Unidos   | 3m30s98 | Glasgow | 24 de julho de 2014 |
| Recorde dos Jogos Europeus | Não estabelecido | –       |         |                     |

Os seguintes recordes mundiais ou dos jogos europeus foram estabelecidos durante esta competição:
| Data        | Evento | Nacionalidade | Tempo   | Notas                      |
| ----------- | ------ | ------------- | ------- | -------------------------- |
| 23 de junho | Final  | Rússia        | 3:43.63 | Recorde dos Jogos Europeus |

## Resultados

### Eliminatórias
A eliminatória foi realizada no dia 23 de junho. 
| Pos. | Bateria | Raia | Nacionalidade     | Nadadoras | Tempo   | Notas |
| ---- | ------- | ---- | ----------------- | --- | ------- | ----- |
| 1    | 2       | 4    | RUS Rússia        | Vasilissa Buinaia (56.85) Polina Egorova (57.04) Olesia Cherniatina (56.77) Anastasiya Kirpichnikova (56.99)              | 3:47.65 | Q,    |
| 2    | 2       | 6    | NED Países Baixos | Pien Schravesande (57.43) Frederique Janssen (56.80) Josien Wijkhuijs (57.13) Laura van Engelen (56.39)                   | 3:47.75 | Q     |
| 3    | 1       | 3    | GBR Grã-Bretanha  | Darcy Deakin (57.32) Hannah Featherstone (57.22) Madeleine Crompton (57.67) Holly Hibbott (57.82)                         | 3:50.03 | Q     |
| 4    | 2       | 3    | GER Alemanha      | Josephine Tesch (56.92) Lia Neubert (59.47) Jana Zinnecker (57.70) Katrin Gottwald (57.30)                                | 3:51.39 | Q     |
| 5    | 1       | 6    | FIN Finlândia     | Roosa Mört (57.52) Eveliina Kallio (58.42) Sohvi Nenonen (58.17) Reetta Kanervo (57.58)                                   | 3:51.69 | Q     |
| 6    | 1       | 2    | POL Polônia       | Adrianna Niewiadomska (58.84) Natalia Fryckowska (58.49) Katarzyna Rogowska (59.92) Magdalena Roman (56.74)               | 3:53.99 | Q     |
| 7    | 1       | 4    | DEN Dinamarca     | Emily Gantriis (58.20) Signe Bro (58.58) Josephine Holm (58.22) Trine Kjøngerskov (59.18)                                 | 3:54.18 | Q     |
| 8    | 2       | 2    | AUT Áustria       | Caroline Hechenbichler (57.97) Esther Uhl (1:00.02) Cornelia Rott (59.35) Lena Opatril (58.46)                            | 3:55.80 | Q     |
| 9    | 1       | 5    | TUR Turquia       | Almina Simla Ertan (1:00.11) Sezin Eligül (58.35) Yüksel Deniz Özkan (59.83) Zeynep Odabaşı (58.94)                       | 3:57.23 |       |
| 10   | 2       | 5    | LTU Lituânia      | Bena Sarapaitė (1:00.04) Greta Pleikytė (1:00.18) Meda Kulbačiauskaitė (1:02.15) Diana Jaruševičiūtė (58.24)              | 4:00.61 |       |
| 11   | 2       | 7    | ISL Islândia      | Bryndís Bolladóttir (59.84) Sunneva Friðriksdóttir (1:00.38) Harpa Ingþórsdóttir (1:00.63) Eydís Kolbeinsdóttir (1:01.85) | 4:02.70 |       |

### Final
A final foi realizada no dia 23 de junho.
| Pos.              | Raia | Nacionalidade     | Nadadoras                                                                                                 | Tempo   | Notas                      |
| ----------------- | ---- | ----------------- | --- | ------- | -------------------------- |
| Medalha de ouro   | 4    | RUS Rússia        | Arina Openysheva (55.06) Vasilissa Buinaia (56.75) Olesia Cherniatina (56.88) Maria Kameneva (54.94)      | 3:43.63 | Recorde dos Jogos Europeus |
| Medalha de prata  | 5    | NED Países Baixos | Pien Schravesande (57.64) Frederique Janssen (56.87) Laura van Engelen (56.59) Marrit Steenbergen (53.00) | 3:44.10 |                            |
| Medalha de bronze | 3    | GBR Grã-Bretanha  | Darcy Deakin (56.75) Madeleine Crompton (56.93) Hannah Featherstone (56.56) Georgia Coates (55.56)        | 3:45.80 |                            |
| 4                 | 6    | GER Alemanha      | Maxine Walters (56.93) Josephine Tesch (57.84) Leonie Kullmann (56.14) Katrin Gottwald (55.66)            | 3:46.57 |                            |
| 5                 | 1    | DEN Dinamarca     | Emily Gantriis (58.23) Julie Jensen (55.95) Signe Bro (57.91) Josephine Holm (57.98)                      | 3:50.07 |                            |
| 6                 | 2    | FIN Finlândia     | Roosa Mört (58.14) Eveliina Kallio (57.71) Sohvi Nenonen (57.33) Reetta Kanervo (57.54)                   | 3:50.72 |                            |
| 7                 | 7    | POL Polônia       | Magdalena Roman (57.72) Natalia Fryckowska (58.45) Julia Klonowska (59.38) Adrianna Niewiadomska (57.95)  | 3:53.50 |                            |
| 8                 | 8    | AUT Áustria       | Lena Opatril (58.53) Esther Uhl (59.40) Cornelia Rott (58.29) Caroline Hechenbichler (59.36)              | 3:55.58 |                            |

Legenda
| Recorde mundial            | Recorde mundial (World record)                     |                       | Recorde africano                      | Recorde africano (African) |                                           | Q | Classificado por posição (Qualified) |
| Recorde dos Jogos Europeus | Recorde dos Jogos Europeus (European Games record) | Recorde da América    | Recorde da América (Americas)         | q                          | Classificado por melhor tempo (Qualified) |   |                                      |
| Melhor marca do ano        | Melhor marca do ano (World leading)                | Recorde asiático      | Recorde asiático (Asian)              | DNS                        | Não largou (Did not start)                |   |                                      |
| Recorde nacional           | Recorde nacional (National record)                 | Recorde europeu       | Recorde europeu (European)            | DNF                        | Não terminou (Did not finish)             |   |                                      |
| Recorde pessoal            | Recorde pessoal do atleta (Personal best)          | Recorde da Oceania    | Recorde da Oceania (Oceania)          | DSQ / DQ                   | Desclassificado (Disqualified)            |   |                                      |
| Recorde da temporada       | Recorde da temporada do atleta (Season best)       | Recorde sul-americano | Recorde sul-americano (South America) | NM                         | Sem marca (No mark)                       |   |                                      |